# Provinz Campobasso
Die Provinz Campobasso (italienisch Provincia di Campobasso) ist neben der Provinz Isernia eine der beiden italienischen Provinzen der Region Molise. Hauptstadt ist Campobasso. Sie hat 209.988 Einwohner (Stand 31. Dezember 2023) in 84 Gemeinden auf einer Fläche von 2.909 km². In dieser Provinz wird in einigen Gemeinden neben Italienisch Moliseslawisch gesprochen.

## Größte Gemeinden
(Einwohnerzahlen Stand 31. Dezember 2023)
| Gemeinde                | Einwohner |
| ----------------------- | --------- |
| Campobasso              | 47.418    |
| Termoli                 | 31.957    |
| Bojano                  | 7535      |
| Campomarino             | 7854      |
| Larino                  | 6324      |
| Montenero di Bisaccia   | 6235      |
| Guglionesi              | 4880      |
| Riccia                  | 4792      |
| San Martino in Pensilis | 4475      |
| Trivento                | 4351      |

Die Liste der Gemeinden in Molise beinhaltet alle Gemeinden der Provinz mit Einwohnerzahlen.